# Migné
Migné és un municipi francès, situat al departament de l'Indre i a la regió de Centre – Vall del Loira. L'any 2007 tenia 275 habitants.

## Demografia

### Població
El 2007 la població de fet de Migné era de 275 persones. Hi havia 132 famílies, de les quals 56 eren unipersonals (28 homes vivint sols i 28 dones vivint soles), 36 parelles sense fills, 32 parelles amb fills i 8 famílies monoparentals amb fills.
La població ha evolucionat segons el següent gràfic:
Habitants censats

### Habitatges
El 2007 hi havia 205 habitatges, 128 eren l'habitatge principal de la família, 48 eren segones residències i 29 estaven desocupats. 199 eren cases i 4 eren apartaments. Dels 128 habitatges principals, 83 estaven ocupats pels seus propietaris, 41 estaven llogats i ocupats pels llogaters i 4 estaven cedits a títol gratuït; 8 tenien dues cambres, 22 en tenien tres, 39 en tenien quatre i 59 en tenien cinc o més. 90 habitatges disposaven pel capbaix d'una plaça de pàrquing. A 58 habitatges hi havia un automòbil i a 51 n'hi havia dos o més.

### Piràmide de població
La piràmide de població per edats i sexe el 2009 era:
| Homes | Edats   | Dones |
| ----- | ------- | ----- |
| 0     | 95 o +  | 0     |
| 4     | 90 a 94 | 8     |
| 4     | 85 a 89 | 0     |
| 0     | 80 a 84 | 4     |
| 0     | 75 a 79 | 4     |
| 16    | 70 a 74 | 12    |
| 4     | 65 a 69 | 20    |
| 24    | 60 a 64 | 0     |
| 0     | 55 a 59 | 8     |
| 8     | 50 a 54 | 4     |
| 8     | 45 a 49 | 12    |
| 16    | 40 a 44 | 12    |
| 8     | 35 a 39 | 8     |
| 8     | 30 a 34 | 4     |
| 12    | 25 a 29 | 4     |
| 0     | 20 a 24 | 4     |
| 8     | 15 a 19 | 8     |
| 8     | 10 a 14 | 8     |
| 8     | 5 a 9   | 4     |
| 0     | 0 a 4   | 8     |

## Economia
El 2007 la població en edat de treballar era de 153 persones, 122 eren actives i 31 eren inactives. De les 122 persones actives 105 estaven ocupades (57 homes i 48 dones) i 18 estaven aturades (9 homes i 9 dones). De les 31 persones inactives 11 estaven jubilades, 9 estaven estudiant i 11 estaven classificades com a «altres inactius».

### Ingressos
El 2009 a Migné hi havia 130 unitats fiscals que integraven 308 persones, la mediana anual d'ingressos fiscals per persona era de 14.924 €.

### Activitats econòmiques
Dels 5 establiments que hi havia el 2007, 1 era d'una empresa de construcció, 1 d'una empresa de comerç i reparació d'automòbils i 3 d'empreses d'hostatgeria i restauració.
Dels 3 establiments de servei als particulars que hi havia el 2009, 1 era un guixaire pintor, 1 electricista i 1 restaurant.
L'únic establiment comercial que hi havia el 2009 era una botiga de mobles.
L'any 2000 a Migné hi havia 27 explotacions agrícoles que ocupaven un total de 2.214 hectàrees.

## Equipaments sanitaris i escolars
El 2009 hi havia una escola elemental integrada dins d'un grup escolar amb les comunes properes formant una escola dispersa.

## Poblacions més properes
El següent diagrama mostra les poblacions més properes.